# Tornolo
Tornolo ist eine italienische Gemeinde (comune) mit 888 Einwohnern (Stand 31. Dezember 2023) in der Provinz Parma in der Emilia-Romagna. Die Gemeinde liegt etwa 66 Kilometer südwestlich von Parma, gehört zur Comunità Montana Valli del Taro e del Ceno und grenzt unmittelbar an die Metropolitanstadt Genua und die Provinz La Spezia (Ligurien). Der Taro durchtrennt die Gemeinde an der schmalsten Stelle in zwei Teile.

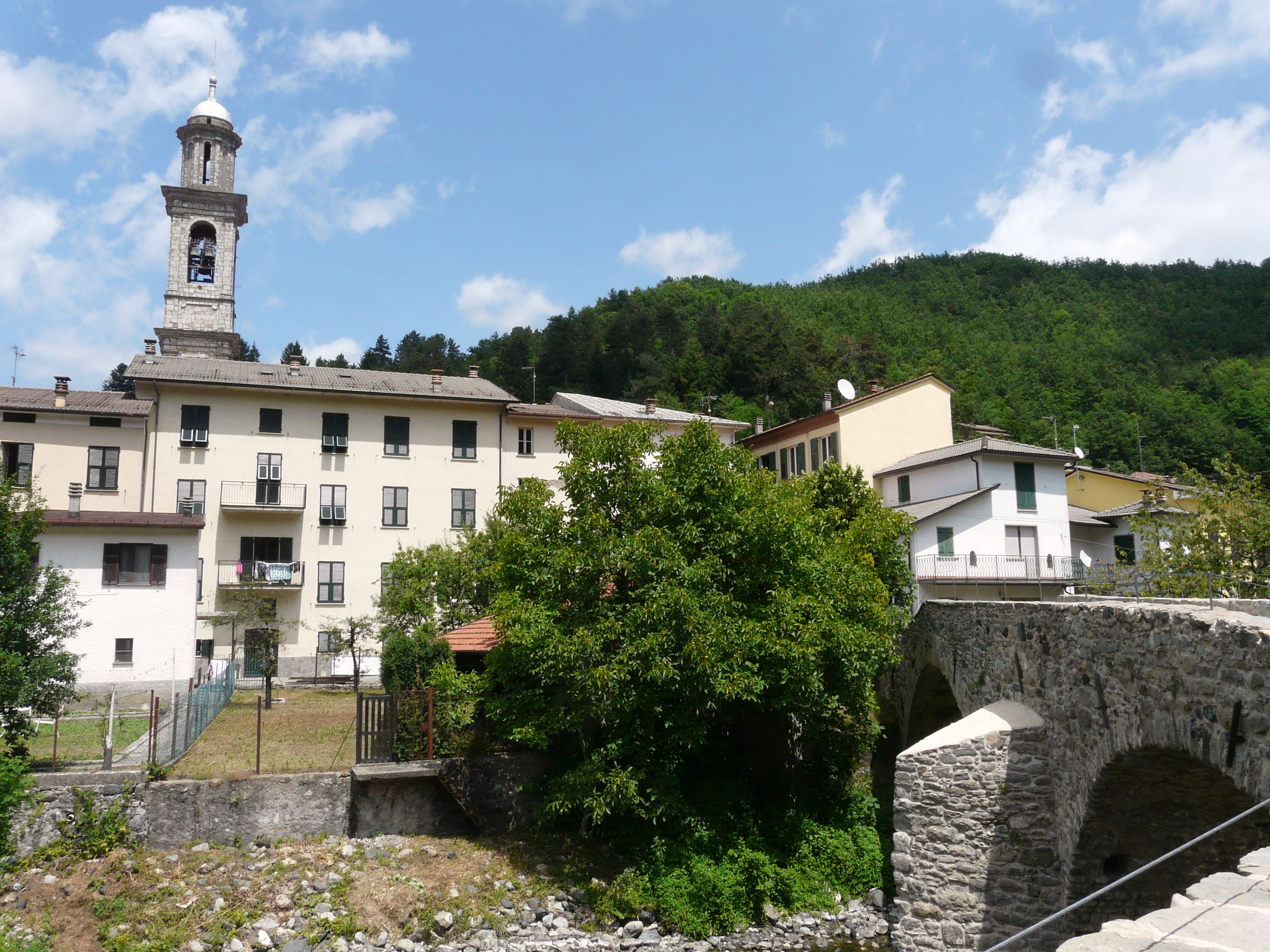
Blick auf den Ortsteil Santa Maria del Taro

## Verkehr
Die Strada Statale 523 del Colle di Cento Croci (heute eine Provinzstraße) von Berceto nach Sestri Levante führt am östlichen Rand der Gemeinde entlang.